# Familia Alessandri
La familia Alessandri es una familia chilena de origen italiano. Formada por los descendientes de su fundador Pietro Alessandri Tarzi (1793-1857), de ella han procedido numerosos políticos, así como médicos y académicos. Dos prominentes miembros de la familia durante el siglo XX fueron Arturo Alessandri Palma y su hijo Jorge Alessandri Rodríguez, ambos presidentes de Chile.

## Historia
El primer Alessandri que llegó a Chile fue Pietro Alessandri Tarzi, hijo de los pisanos Francesco Alessandri y Teresa Tarzi, y que ingresó al país en abril de 1821, primero como empresario teatral (tenía una compañía de títeres), y luego como cónsul del Reino de Cerdeña en la ciudad de Valparaíso.

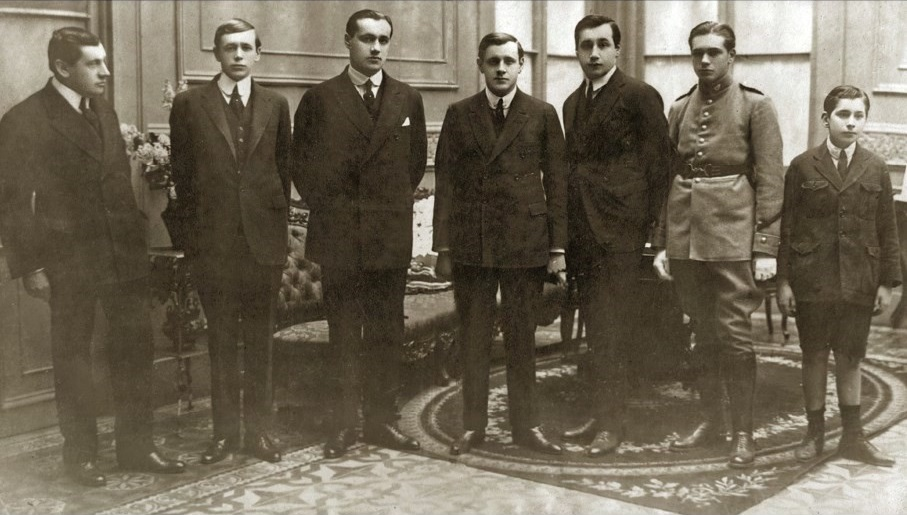
Arturo Alessandri junto a sus seis hijos varones, poco antes de asumir como presidente. De izquierda a derecha: Arturo, Jorge, Fernando, Eduardo, Hernán, Eduardo y Mario Alessandri Rodríguez.

## Resultados electorales
| Año  | Candidato                     | Partido | Partido                               | Votos     | Porcentaje | Resultado  |
| ---- | ----------------------------- | ------- | ------------------------------------- | --------- | ---------- | ---------- |
| 1920 | Arturo Alessandri Palma       |         | Liberal                               | 82 083    | 49,48%     | Elegido    |
| 1931 | Arturo Alessandri Palma       |         | Liberal                               | 99 075    | 34,77%     | No elegido |
| 1932 | Arturo Alessandri Palma       |         | Liberal                               | 187 914   | 54,80%     | Elegido    |
| 1946 | Fernando Alessandri Rodríguez |         | Liberal                               | 131 023   | 27,34%     | No elegido |
| 1958 | Jorge Alessandri Rodríguez    |         | Independiente                         | 389 909   | 31,18%     | Elegido    |
| 1970 | Jorge Alessandri Rodríguez    |         | Independiente                         | 1 036 278 | 34,90%     | No elegido |
| 1993 | Arturo Alessandri Besa        |         | Ind. (Unión por el Progreso de Chile) | 1 701 324 | 24,41%     | No elegido |

## Árbol genealógico
| Familia Alessandri |
| - Pedro Alessandri Tarzi - Pedro Alessandri Vargas - José Pedro Alessandri Palma (1864-1923), senador. - Gustavo Alessandri Altamirano - Gustavo Alessandri Valdés (1929-2017), regidor, alcalde y diputado. - Gustavo Alessandri Balmaceda (n. 1961), diputado. - Gustavo Alessandri Bascuñán (n. 1984), concejal y alcalde. - Felipe Alessandri Vergara (n. 1975) abogado, concejal y alcalde de Santiago. - Jorge Alessandri Vergara (n. 1979), abogado, concejal y diputado. - Arturo Alessandri Palma (1868-1950), abogado, presidente de la república, senador, diputado y ministro de Estado, casó con Rosa Rodríguez Velasco. - Arturo Alessandri Rodríguez (1895-1970), abogado, senador, presidente del Senado, académico y decano. - Arturo Alessandri Besa (1923-2022), abogado, senador, diputado y candidato presidencial. - Arturo Alessandri Cohn (n. 1951), abogado, concejal por Santiago desde 1996 hasta 2000. Presidente del Colegio de Abogados (2015-2018). - Jorge Alessandri Rodríguez (1896-1986), presidente de la república, senador, diputado, ministro de Estado, empresario. - Fernando Alessandri Rodríguez (1897-1982), senador. - Hernán Alessandri Rodríguez (1900-1980), médico y profesor, decano de medicina. - Rosa Alessandri Montes (1924-): hija de Hernán y Sofía Montes. - Rosa Devés Alessandri (n. 1950): hija de la anterior y de Raúl Devés Jullian, bioquímica y académica. Rectora de la Universidad de Chile. - Silvia Alessandri Montes (1927-2021), diputada. - Hernán Alessandri Morandé (1935-2007), sacerdote, Siervo de Dios. - Eduardo Alessandri Rodríguez (1903-1973), diputado y senador. - Mario Alessandri Rodríguez (1906-1973), médico, Jefe de servicio del Hospital Enrique Deformes de Valparaíso en 1960, realizador la primera hemodiálisis en Valparaíso. |